# Абсалямово (посёлок железнодорожного разъезда, Татарстан)
Абсаля́мово — посёлок железнодорожного разъезда в Ютазинском районе Республики Татарстан, в составе Абсалямовского сельского поселения.

## Этимология названия
Топоним произошел от антропонима «Абсалям».

## География
Посёлок находится на железнодорожной ветке Уруссу — Октябрьский (ответвление от линии Ульяновск — Уфа), в 6 км к юго-западу от посёлка городского типа Уруссу.

## История
Основан в 1950-х годах, входил в состав Ютазинского района. С 1 февраля 1963 года в Бугульминском, с 12 января 1965 года в Бавлинском, с 6 апреля 1991 года в Ютазинском районах.

## Население
| 1970 | 1979 | 1989 | 2000 | 2010 |
| ---- | ---- | ---- | ---- | ---- |
| 51   | 46   | 20   | 32   | 3    |